# 織田寛定
織田 寛定（おだ とおさだ/ひろさだ）は、室町時代後期から戦国時代にかけての武将。尾張国下四郡の守護代。通称は五郎。官位は近江守、丹波守。尾張日置城主。

## 略歴
尾張の海東郡・中島郡・愛知郡の三郡（後に尾張下四郡）を支配した清洲城の守護代「織田大和守家」の織田敏定（『信長公記』では織田寛広）の嫡男として誕生。主君の尾張守護・斯波義寛の一字「寛」の偏諱を受け、寛定と名乗ったと推定される。
明応3年（1494年）、美濃国守護・土岐氏の家督争い（船田合戦）が起こると、石丸利光の娘を正室に迎えたため、土岐元頼・石丸利光方に味方して、土岐政房・斎藤妙純方の岩倉の上四郡守護代で織田伊勢守家当主の織田寛広と戦うが、明応4年（1495年）7月、父が陣中に死去する。構わずに寛定は布陣を継続したが、一度、尾張へと下国して寛定は家督を継いだ。しかし、同年9月には美濃で討ち死にした。家督は一説に弟とされる寛村が継いだ。